# Gran Premio d'Italia 2024
Il Gran Premio d'Italia 2024 è stata la sedicesima prova della stagione 2024 del campionato mondiale di Formula 1. La gara si è corsa domenica 1º settembre all'Autodromo nazionale di Monza ed è stata vinta dal monegasco Charles Leclerc su Ferrari, al settimo successo in carriera; Leclerc ha preceduto all'arrivo i due piloti della McLaren-Mercedes, l'australiano Oscar Piastri e il britannico Lando Norris.
All'intero weekend di gara hanno assistito 335 000 spettatori, per il secondo Gran Premio d'Italia con il più alto numero di presenze all'Autodromo nazionale di Monza, dietro al primato dei 336 647 spettatori dell'edizione del 2022.

## Vigilia

### Aspetti tecnici
Per questo Gran Premio la Pirelli, fornitore unico degli pneumatici, offre la scelta tra gomme di mescola C3, C4 e C5, la tipologia di mescole più morbide che caratterizza l'intera gamma messa a disposizione dall'azienda fornitrice degli pneumatici per il campionato. La Pirelli stabilisce la stessa tipologia di pneumatici per questo Gran Premio come nella gara precedente, dove per l'occasione fu la prima edizione a utilizzare questa tipologia. Essa viene stabilita per la settima volta in stagione, e per la prima volta dal Gran Premio d'Ungheria. Prima del precedente Gran Premio d'Olanda, la Pirelli nomina allo stesso tempo la tipologia di pneumatici disponibile per i successivi Gran Premi di Azerbaigian e Singapore.
La Federazione conferma le due tradizionali zone di attivazione del Drag Reduction System stabilite nell'edizione 2011 del Gran Premio, quando il dispositivo fu introdotto per la prima volta nella storia della categoria in quella stagione. La prima zona è collocata sul lungo rettilineo dei box, con il punto di determinazione del distacco fra piloti posto dopo la curva 11, quest'ultimo modificato nell'edizione 2022, venendo posizionato dopo la suddetta curva dopo che in precedenza era collocato prima di essa. La seconda zona è posta sul rettilineo tra la curva 7 e la curva 8, con detection point posto prima della curva 7. Fin dal debutto del dispositivo mobile in Formula 1, l'Autodromo nazionale di Monza fu uno dei pochi circuiti presenti nel calendario del campionato mondiale a essere caratterizzato dalla presenza di due zone per l'utilizzo dell'alettone posteriore mobile, visto la presenza di lunghi rettilinei. Rispetto all'ultima edizione del 2023, il punto di attivazione per la zona DRS stabilita sul rettilineo principale dei box viene modificato. Se in precedenza era posto 115 metri dopo la linea del traguardo, ora è posizionato 12 metri dopo quest'ultima.
Rispetto alla passata edizione, il circuito è oggetto di un processo di rinnovamento e ammodernamento delle sue strutture. La prima fase dei lavori ha incluso il rifacimento totale della superficie del tracciato, nonché la revisione di alcuni sottopassaggi, e la creazione di uno totalmente nuovo, separando così il flusso dei pedoni da quello dei veicoli. Inoltre, sono stati rifatti i sistemi di raccolta delle acque e di drenaggio della pista, come alla curva 3, 6 e 11, ora con un po' più di banking. Le due curve della prima variante sono state allargate all'esterno, ovvero curva 1 sul lato sinistro e curva 2 sul lato destro, senza però modificare la traiettoria ideale, al fine di garantire più spazio e ridurre gli incidenti che si verificano spesso durante le partenze delle gare. I dissuasori nella via di fuga sul lato sinistro della curva 2 sono stati sostituiti con una striscia di ghiaia larga 2,5 metri. Tra la curva 4 e la curva 5 nella via di fuga sul lato destro è stata aggiunta una striscia di ghiaia larga 2,5 metri ad una distanza di un metro dal bordo della pista. I cordoli posizionati sul lato destro all'ingresso delle curve 4 e 8 sono stati rimossi e tutti gli altri cordoli sono stati sostituiti con dei nuovi; i doppi cordoli presenti all'uscita delle curve 6, 7 e 10 sono stati sostituiti con un cordolo singolo. 
La Federazione rende noto che nella via di fuga della prima variante (curva 1 e curva 2) sono state collocate quattro file di blocchi di polistirolo: per garantire che le vetture possano rientrare in pista in condizioni di sicurezza, i piloti, in caso di utilizzo della via di fuga, devono passare attraverso le quattro file di blocchi di polistirolo e ricongiungersi alla pista alla fine della via di fuga; i piloti possono passare sull'erba presente nella via di fuga solo se è chiaramente inevitabile. Alla variante della Roggia, qualsiasi pilota che va dritto e manca l'ingresso della curva 4, oppure che taglia la pista sulla destra prima del cordolo interno della curva 5, deve percorrere la via di fuga rimanendo alla destra della linea gialla e del paletto e rientrare in pista alla fine della via di fuga, dopo l'uscita della curva 5. Prima dell'inizio della seconda sessione di prove libere, la direzione gara stabilisce che in caso di sospensione di una sessione di prove libere o delle qualifiche, le vetture possono entrare nella fast lane dentro la corsia dei box dopo che l'orario di riavvio della sessione è stato confermato tramite il sistema di messaggistica ufficiale. Prima dell'inizio della terza sessione di prove libere, viene modificata la procedura da seguire quando un pilota deve percorrere la via di fuga della variante della Roggia: viene stabilito che qualsiasi pilota che va dritto e manca l'ingresso della curva 4 deve percorrere la via di fuga rimanendo alla destra della linea gialla e del paletto giallo, mentre chi taglia la pista sulla destra prima del cordolo interno della curva 5 deve passare alla destra del paletto verde; in entrambi i casi i piloti devono rientrare in pista alla fine della via di fuga, dopo l'uscita della curva 5. Prima della gara, la procedura da seguire viene modificata ulteriormente: viene stabilito che solamente i piloti che passano alla destra della striscia di ghiaia presente nella via di fuga devono rimanere alla destra della linea gialla e del paletto giallo, prima di rientrare in pista, mentre negli altri casi potranno rientrare subito in pista, facendolo in sicurezza e senza trarne vantaggio.
Prima dell'inizio della prima sessione di prove libere del venerdì, la quarta unità relativa al motore a combustione interna, al turbocompressore, all'MGU-H e all'MGU-K viene installata sulla vettura di George Russell, Lewis Hamilton, Oscar Piastri, Lando Norris, Lance Stroll, Fernando Alonso, Franco Colapinto, Valtteri Bottas, Zhou Guanyu, Kevin Magnussen e Nico Hülkenberg. Sulla vettura di Bottas, Zhou, Magnussen e Hülkenberg viene installata la quinta unità relativa all'impianto di scarico. Tutti i piloti non sono penalizzati sulla griglia di partenza in quanto i nuovi componenti installati rientrano tra quelli utilizzabili nel numero massimo stabilito dal regolamento tecnico. Sulla vettura di Max Verstappen viene installata la quarta scatola del cambio e la quinta trasmissione, sulla vettura di Piastri la quarta scatola del cambio e la quarta trasmissione, e sulla vettura di Sergio Pérez la quinta trasmissione. Tutti i piloti non sono penalizzati sulla griglia di partenza in quanto i nuovi componenti installati rientrano tra quelli utilizzabili nel numero massimo stabilito dal regolamento tecnico.

### Aspetti sportivi
Il Gran Premio rappresenta il sedicesimo appuntamento stagionale a distanza di una settimana dalla disputa del Gran Premio d'Olanda, quindicesima gara del campionato. Per la sesta volta in stagione, il calendario prevede una prova a distanza di una settimana dall'altra. Il campionato disputa per il settimo e ultimo weekend di gara consecutivo un appuntamento previsto in Europa, l'ottavo complessivo della stagione nel vecchio continente. Il Gran Premio è il secondo evento dopo la pausa estiva, la prima di tre prove calendarizzate nel mese di settembre, nonché la quarta gara della seconda parte di stagione. Il Gran Premio si disputa in questo mese come fin dall'edizione inaugurale. Il mondiale disputa un appuntamento sulla tipologia di tracciato permanente per il settimo weekend di gara consecutivo. Il contratto per l'inserimento della gara nel calendario mondiale, sempre all'Autodromo nazionale di Monza, è stato rinnovato nel mese di giugno 2020 fino alla stagione 2025. Sponsor del Gran Premio è, come fin dall'edizione 2022, la Pirelli, azienda italiana fornitrice degli pneumatici per il campionato. A questa edizione assistono 335 000 spettatori nel corso del weekend di gara, per il secondo Gran Premio d'Italia con il più alto numero di presenze all'Autodromo nazionale di Monza, dietro al primato dei 336 647 spettatori del 2022.
Presente nel calendario del campionato mondiale di Formula 1 fin dall'edizione inaugurale del 1950 e valido quale prova della categoria dallo stesso anno, il Gran Premio d'Italia, insieme a quelli di Monaco, Svizzera, Belgio, Francia e Gran Bretagna, compresa un'edizione della 500 Miglia di Indianapolis valida per il mondiale, fu una delle prove che caratterizzò il calendario dell'edizione inaugurale del mondiale di Formula 1. Il Gran Premio è l'unico, insieme a quello di Gran Bretagna, ad essere stato presente nel calendario del campionato mondiale fin dalla prima stagione del 1950. Esso si disputa per la sua novantaquattresima edizione, la settantacinquesima valida per il mondiale, e l'ottantanovesima all'Autodromo nazionale di Monza, il terzo autodromo permanente più antico al mondo, dopo quello di Brooklands in Inghilterra e quello di Indianapolis negli Stati Uniti d'America, nonché il circuito più veloce presente nel calendario mondiale fin dalla stagione 1991. Il circuito ha ospitato il maggior numero di edizioni del Gran Premio, su nove diverse configurazioni, la cui la più recente in uso dalla stagione 2000, ed è, fra tutti quelli utilizzati nel calendario del campionato mondiale di Formula 1 fin dalla stagione inaugurale del 1950, al primo posto per maggior numero di edizioni disputate di un Gran Premio con 73, oltre ad essere al primo posto per maggior numero di edizioni disputate consecutivamente con 43. Il Gran Premio d'Italia è il quinto più antico Gran Premio dopo quelli di Francia, Stati Uniti, Spagna e Russia e, dal 2013, anche quello che si è svolto per più volte. Per l'unica edizione valida per il mondiale nel 1980, esso è stato corso all'Autodromo Enzo e Dino Ferrari, sede in passato di 26 edizioni del Gran Premio di San Marino e a partire dal 2020 del Gran Premio dell'Emilia-Romagna. In cinque occasioni, non valide per il mondiale, il Gran Premio si è disputato in altre località, tra cui Montichiari (1921), il quale fu sede dell'edizione inaugurale, Livorno (1937), Milano (1947) e Torino (1948). Il Gran Premio non è stato corso nel 1929 e nel 1930, e tra il 1939 e il 1946, tutte edizioni non valide per il mondiale di Formula 1. Nel primo caso la gara non fu corsa a seguito del gravissimo incidente del pilota locale Emilio Materassi nell'edizione del 1928 che causò la morte 22 spettatori, tra cui lo stesso Materassi, e più di 40 feriti, mentre nel secondo caso la gara non fu corsa per via della seconda guerra mondiale. L'edizione del 2021 fu scelta come una di tre prove totali della stagione ad essere protagonista della sperimentazione, per la prima volta nella storia della Formula 1, del formato di gara caratterizzato dalla disputa dell'allora chiamata Qualifica Sprint al sabato al fine di stabilire la griglia di partenza del Gran Premio.
L'appuntamento a Monza è il secondo del campionato in cui il mondiale fa visita sul suolo italiano. L'altra prova in calendario è stato il Gran Premio dell'Emilia-Romagna a Imola, nel mese di maggio, settima prova del mondiale, la prima corsa della stagione tenutasi in Europa. L'Italia apre e chiude la disputa di un appuntamento nel vecchio continente in questo campionato. Il Paese presenta due Gran Premi in calendario sul proprio territorio per la prima volta dalla stagione 2022. Nel 2023 non si è corso a Imola a causa dell'ondata eccezionale di maltempo che prima del weekend di gara si abbatte sull'Emilia-Romagna, portando il Gran Premio all'annullamento. L'Italia rafforza il proprio record di Gran Premi validi per il campionato mondiale di Formula 1, per un totale di 106 gare già disputate, di cui 74 edizioni del Gran Premio d'Italia, 26 del Gran Premio di San Marino, quattro del Gran Premio dell'Emilia-Romagna, e un'edizione a testa del Gran Premio di Pescara e del Gran Premio della Toscana. La sede di Monza ha ospitato il maggior numero di Gran Premi della storia della categoria (73), mentre a Imola si è corso per la trentunesima volta dal debutto del tracciato in calendario nel 1980.
Michael Schumacher e il pilota britannico della Mercedes, Lewis Hamilton, sono i più vincenti nel Gran Premio d'Italia, con cinque successi a testa. Entrambi condividono il maggior numero di podi (8). Hamilton detiene anche il maggior numero di pole position e di giri più veloci (7). Oltre a Hamilton, anche altri cinque piloti di questo campionato hanno vinto questo appuntamento. Il campione del mondo olandese della Red Bull Racing, Max Verstappen, e lo spagnolo dell'Aston Martin, Fernando Alonso, per due volte a testa, mentre il monegasco della Ferrari, Charles Leclerc, il francese Pierre Gasly dell'Alpine, e l'australiano della RB, Daniel Ricciardo, per una volta. Gasly ha ottenuto l'unico successo della carriera a Monza, per Ricciardo il primo alla guida della McLaren. Oltre a Hamilton, altri quattro attuali piloti partecipanti in questa stagione sono partiti dalla posizione al palo. Alonso e Leclerc per due volte, mentre Verstappen e il compagno di scuderia di Leclerc, lo spagnolo Carlos Sainz Jr., per una volta a testa. La Ferrari ha il maggior numero di successi e di giri veloci nel Gran Premio d'Italia (19), di pole position (23) e di podi (71). Venticinque dei settantatré Gran Premi corsi all'Autodromo nazionale di Monza sono stati vinti dalla pole position (34,25%). La posizione più indietro dal quale è stata vinta la corsa in griglia di partenza è stata l'undicesima posizione. Il Gran Premio d'Italia ha assegnato il titolo piloti per ben 11 volte, al secondo posto di sempre dietro al Gran Premio del Giappone, e quello costruttori per lo stesso numero, al primo posto tra tutti i Gran Premi corsi nel campionato mondiale. L'edizione del 1965 detiene il record del maggior numero di sorpassi da parte del leader di gara (41), quella del 1971 del distacco minore da parte del vincitore, temporizzato su due cifre decimali (0"01), quella del 2003 della velocità media di gara più alta da parte del vincitore (247,586 km/h), quella del 2004 del giro più veloce medio più alto in gara (257,321 km/h), quella del 2005 del terzo Gran Premio della storia della categoria con tutti i venti piloti arrivati al traguardo, e quella del 2020 della velocità media sul giro più alta da parte dell'autore della pole position (264,362 km/h). L'edizione precedente segna il nuovo record per il Gran Premio oggetto della durata della distanza di gara più corta della storia della Formula 1, senza contare le gare terminate prematuramente, con 1h13'41"143, seppur percorrendo due giri in meno sulla distanza di gara rispetto al precedente primato stabilito nell'edizione del 2003, con 1h14'19"838. Verstappen segnò il record del maggior numero di vittorie consecutive, con 10. Juan Manuel Fangio è l'unico pilota ad aver vinto la corsa per tre volte consecutive.
A partire da questo Gran Premio, il pilota argentino di Formula 2 per il team MP Motorsport, Franco Colapinto, membro della Williams Driver Academy, prende il posto dello statunitense titolare, Logan Sargeant, alla scuderia di Grove per il resto del campionato. Per Colapinto è il debutto in un Gran Premio di Formula 1, e sceglie il 43 quale numero di gara, utilizzato per l'ultima volta da Mike Thackwell nel Gran Premio degli Stati Uniti d'America-Est 1980. Colapinto è già stato schierato in stagione durante la prima sessione di prove libere del Gran Premio di Gran Bretagna, al posto dello stesso pilota statunitense, col numero 45. Egli è il primo argentino a correre in una gara valida per il campionato mondiale da Gaston Mazzacane nel Gran Premio di San Marino 2001, solamente il secondo pilota di questa nazionalità alla guida della Williams da Carlos Reutemann nel Gran Premio del Brasile 1982, e il ventitreesimo argentino a prendere parte a una gara. Colapinto ha vinto le Sprint Races 2022 e 2023 di Formula 3 sul circuito di Monza. Il pilota locale di Formula 2 per il team Prema Racing, Andrea Kimi Antonelli, prende parte alla prima sessione di prove libere alla Mercedes al posto del britannico George Russell, con il numero 12. Per Antonelli si tratta del debutto ufficiale in una sessione della massima categoria. La scuderia tedesca segue quanto previsto nel regolamento sportivo valevole dal 2022, in cui tutte le squadre iscritte al campionato hanno l'obbligo di schierare, durante le sessioni di prove libere, almeno due piloti giovani che non abbiano corso in più di due Gran Premi, in due occasioni, uno su ciascuna vettura. Antonelli viene annunciato quale pilota della Mercedes al fianco di Russell per il 2025, al posto di Lewis Hamilton che passerà alla Ferrari. Il team di Maranello corre con una livrea leggermente modificata nella colorazione ispirata alla fibra di carbonio. Anche i caschi e le tute dei due piloti vestiranno di nero.
L'ex pilota di Formula 1 Johnny Herbert è nominato commissario aggiunto. Il britannico ha svolto in passato, in diverse occasioni, tale funzione, l'ultima nel precedente Gran Premio d'Olanda. È la casa automobilistica britannica Aston Martin a fornire la safety car e la medical car, per l'ultima volta fornitrice delle vetture nel Gran Premio d'Ungheria.

## Prove

### Resoconto
Max Verstappen è stato il più rapido della prima sessione di prove libere. Il campione del mondo, che ha cercato la prestazione sul giro secco, ha preceduto Leclerc e Norris. La Ferrari è sembrata afflitta da sottosterzo, anche se ha confermato la sua rapidità col quarto tempo di Sainz Jr.. A sorpresa, al quinto posto, si è issato Valtteri Bottas. Andrea Kimi Antonelli, al debutto con la Mercedes è stato vittima di un incidente, poco dopo l'inizio delle prove. Il pilota italiano è uscito alla Parabolica, terminando la sua corsa contro le barriere. Il pilota è rimasto incolume. Hanno rischiato di uscire, nello stesso punto, anche l'altro debuttante, Franco Colapinto, e Sainz Jr..
Al termine della prima sessione di prove libere del venerdì, Kevin Magnussen e Carlos Sainz Jr. vengono convocati dai commissari sportivi in quanto il pilota danese ha ostacolato quello spagnolo alla curva 7. La Haas viene sanzionata con 7 500 euro da parte della Federazione.
La seconda sessione è stata caratterizzata da una grande equilibrio nei tempi. Il migliore, Lewis Hamilton, ha battuto Lando Norris per soli tre millesimi, mentre al terzo posto si è classificato Leclerc, staccato di un decimo. I primi sedici tempi sono nel fazzoletto di un secondo di tempo. La Mercedes è stata penalizzata però da un abitacolo che si surriscalda, nonché dal ritardo con cui è stato mandato in pista George Russell, per la necessità di riparare la monoposto, danneggiata al mattino. La sessione ha anche evidenziato una tendenza delle gomme a sviluppare del graining, che sembra apparire prima sulla Ferrari. Verstappen, il più rapido della prima sessione, è risultato solo quattordicesimo, penalizzato anche dall'interruzione della sessione, dovuta a un incidente di Kevin Magnussen alla variante della Roggia. L'interruzione non ha fermato lo scorrere del tempo a disposizione delle prove.
Durante le prime due sessioni di prove libere del venerdì, Lewis Hamilton utilizza l'assemblaggio di una trasmissione al di fuori dell'allocazione prevista secondo il regolamento tecnico. Il pilota britannico della Mercedes non è penalizzato sulla griglia di partenza in quanto tale operazione rientra tra quelle effettuabili nel numero massimo consentito dal regolamento tecnico.
Prima dell'inizio della terza sessione di prove libere del sabato, sulla vettura di Carlos Sainz Jr. viene installata la quarta unità relativa al motore a combustione interna, al turbocompressore, all'MGU-H e all'MGU-K, e la quinta unità relativa all'impianto di scarico. Il pilota spagnolo della Ferrari non è penalizzato sulla griglia di partenza in quanto i nuovi componenti installati rientrano tra quelli utilizzabili nel numero massimo stabilito dal regolamento tecnico. Sulla vettura di Sainz Jr. e Valtteri Bottas viene installata la quarta scatola del cambio e la quarta trasmissione, e sulla vettura di Esteban Ocon la terza unità di entrambi gli stessi componenti. Tutti e tre i piloti non sono penalizzati sulla griglia di partenza in quanto i nuovi componenti installati rientrano tra quelli utilizzabili nel numero massimo stabilito dal regolamento tecnico.
La sessione del sabato ha confermato il grande equilibrio di valori, fra le scuderie più competitive. La sessione ha visto il dominio della Mercedes, con Lewis Hamilton che ha colto un tempo inferiore a quello della pole position del 2023; alle sue spalle, staccato di 63 millesimi, si è classificato Russell. Al terzo posto si è portato Leclerc, che ha ottenuto il tempo nell'ultimo dei nove giri di un mini long run effettuato. Il ferrarista ha preceduto il duo della McLaren, mentre le Red Bull Racing hanno utilizzato la sessione per ulteriori prove aerodinamiche. Si sono verificati dei problemi tecnici sulla Haas di Kevin Magnussen, che ha dovuto lasciare la monoposto lungo la pista.
Al termine della terza sessione di prove libere del sabato, Oscar Piastri, Charles Leclerc e Daniel Ricciardo vengono convocati dai commissari sportivi in quanto il pilota australiano della McLaren ha ostacolato il connazionale della RB alla curva 7, in una situazione che ha coinvolto il pilota monegasco della Ferrari. Piastri non riceve sanzioni. Lance Stroll e Sergio Pérez vengono convocati per non aver seguito le istruzioni stabilite dalla direzione gara nella via di fuga alla curva 4. Entrambi i piloti non ricevono sanzioni. La convocazione di Pérez viene posticipata dopo la disputa delle qualifiche. Franco Colapinto viene convocato per una prova di partenza al di fuori della corretta posizione. Il pilota argentino della Williams, la cui convocazione viene posticipata dopo la disputa delle qualifiche, riceve un avvertimento formale.

### Risultati
Nella prima sessione del venerdì si è avuta questa situazione:
| Pos | Nº | Pilota          | Costruttore                | Tempo    | Gap    | Giri |
| --- | -- | --------------- | -------------------------- | -------- | ------ | ---- |
| 1   | 1  | Max Verstappen  | Red Bull Racing-Honda RBPT | 1'21"676 |        | 19   |
| 2   | 16 | Charles Leclerc | Ferrari                    | 1'21"904 | +0"228 | 23   |
| 3   | 4  | Lando Norris    | McLaren-Mercedes           | 1'21"917 | +0"241 | 26   |

Nella seconda sessione del venerdì si è avuta questa situazione:
| Pos | Nº | Pilota           | Costruttore      | Tempo    | Gap    | Giri |
| --- | -- | ---------------- | ---------------- | -------- | ------ | ---- |
| 1   | 44 | Lewis Hamilton   | Mercedes         | 1'20"738 |        | 24   |
| 2   | 4  | Lando Norris     | McLaren-Mercedes | 1'20"741 | +0"003 | 23   |
| 3   | 55 | Carlos Sainz Jr. | Ferrari          | 1'20"841 | +0"103 | 27   |

Nella sessione del sabato si è avuta questa situazione:
| Pos | Nº | Pilota          | Costruttore | Tempo    | Gap    | Giri |
| --- | -- | --------------- | ----------- | -------- | ------ | ---- |
| 1   | 44 | Lewis Hamilton  | Mercedes    | 1'20"117 |        | 20   |
| 2   | 63 | George Russell  | Mercedes    | 1'20"210 | +0"093 | 24   |
| 3   | 16 | Charles Leclerc | Ferrari     | 1'20"226 | +0"109 | 22   |

## Qualifiche

### Resoconto
Dopo che Esteban Ocon ha fatto segnare il primo tempo valido per lo schieramento, si alternano in vetta vari piloti, ma il primo riferimento significativo è quello di Leclerc (1'20"074). Sainz Jr. è, invece, penalizzato da un'escursione alla seconda di Lesmo. Pérez è quarto, battuto anche da Verstappen, che si porta a un decimo e mezzo dal tempo del monegasco. Lando Norris porta il limite sotto il minuto e venti, mentre Piastri, complice un errore alla prima chicane, non scala la classifica. Albon scala quinto, davanti a Magnussen e Daniel Ricciardo, mentre Franco Colapinto è ottavo. Piastri, col secondo tentativo, risale quarto. Alonso è quinto, prima che Russell colga il quarto tempo. Subito alle sue spalle si piazza Hamilton. La lotta si accende negli ultimi minuti della sessione, con molti piloti che cercano di passare alla seconda fase. Albon rimonta ottavo, mentre, nella pit lane, c'è un pericolo di incidente tra Piastri e Verstappen. Colapinto commette un errore alla seconda di Lesmo, ma riesce a controllare la sua Williams. Anche Magnussen commette un piccolo errore, alla curva Alboreto; Piastri progredisce in terza posizione, mentre Verstappen si vede cancellato un tempo che lo avrebbe portato al comando. Vengono eliminati, in questa fase, Tsunoda, Stroll, Colapinto, Bottas e Zhou.
L'inizio della Q2 viene ritardato, di qualche minuto, per consentire la pulizia della pista, alla seconda di Lesmo, ove molti piloti hanno portato della ghiaia in pista. In Q2 Sainz Jr. è il primo a chiudere un giro, ma il suo tempo è presto battuto da Leclerc (1'20"296). Nico Hülkenberg si porta a un decimo dal tempo dello spagnolo, prima che Sergio Pérez s'intercali fra i due. Tocca a Max Verstappen portarsi in vetta, battuto, a sua volta, da Piastri. Sarà poi Norris a portare il tempo migliore a 1'19"727. Russell è quarto, Alonso decimo, mentre Hamilton prende il comando, chiudendo il giro in 1'19"641. Le Ferrari hanno qualche problema, che non le pone al riparo dalla mancata qualificazione. Anche le Haas non sono particolarmente competitive, tranne che nel primo settore. Pérez non fa meglio dell'ottavo tempo mentre, anche grazie alla scia concessa dal messicano, Verstappen sale secondo. Non entrano in Q3 Alonso, Ricciardo, Magnussen, Gasly e Ocon.
Nella terza fase Verstappen si trova nuovamente coinvolto in un rischio d'incidente, all'interno della pit lane: questa volta è Carlos Sainz Jr. a tagliargli la strada. Dopo il tempo di Alexander Albon, tocca a Pérez fissare il primo rilievo cronometrico interessante (1'20"062), presto migliorato da Piastri, in 1'19"436. Ancora una volta è Norris a battere il proprio compagno di team (1'19"401). Le Ferrari restano a tre decimi, con Sainz Jr., e un decimo più lontano, con Charles Leclerc; Verstappen resta dietro a Pérez. Russell si piazza davanti a Hamilton che, sua volta, fa meglio delle Ferrari. Dopo il primo tentativo la classifica vede le due McLaren, davanti alle due Mercedes, alle due Ferrari e alle due Red Bull Racing. Col secondo giro rapido non ci sono grandi miglioramenti per le Red Bull Racing, con Pérez che rovina la sua prestazione, con una piccola escursione di pista. Il pilota messicano aiuta, poi, Verstappen, con la scia, ma ciò consente all'olandese solo di passare il suo compagno di team, in graduatoria. Chi si migliora è, invece, Norris (1'19"327). Piastri resta secondo, senza limare il suo primo crono. Sainz Jr. batte le due Mercedes, a sua volta preceduto da Leclerc. Poco dopo Russell è capace di riprendersi la terza posizione.
Lando Norris conquista la quinta pole position in carriera, la quarta della stagione, la seconda consecutiva dopo quella del precedente Gran Premio d'Olanda. Per la McLaren è la centosessantesima partenza in prima posizione della storia, la quarta della stagione, la seconda consecutiva dopo quella ottenuta proprio con Norris nei Paesi Bassi, la dodicesima complessiva nel Gran Premio d'Italia, e la prima da quella ottenuta con Hamilton nell'edizione del 2012. Per Piastri, secondo, è la quarta prima fila in carriera. L'australiano viene sopravanzato in qualifica dal suo compagno di squadra per l'ottava gara consecutiva, ma ha ottenuto la sua terza partenza in prima fila della stagione, vincendo dalla seconda posizione in griglia in Ungheria. Russell, terzo, estende il suo vantaggio in qualifica su Hamilton a 12-4, avendo ottenuto solo la sua quarta partenza tra i primi tre nelle ultime quindici gare.
Leclerc, quarto, ha fatto meglio dei suoi compagni di squadra per sei volte su sette partecipazioni alle qualifiche in questo appuntamento. Sainz Jr. si è qualificato quinto alla vigilia del suo trentesimo compleanno. L'ultimo pilota a vincere nel giorno del proprio compleanno è stato Jean Alesi nel 1995, sempre con la Ferrari. Per Hamilton la sesta posizione è la miglior partenza dall'edizione del 2021. Verstappen, settimo, vinse dalla stessa posizione nell'edizione del 2022. Per il pilota olandese è il quinto Gran Premio consecutivo senza ottenere la pole position, la striscia più lunga dal 2021 tra i Gran Premi dell'Emilia-Romagna e d'Azerbaigian. Per il campione del mondo è la peggiore prestazione in qualifica dall'eliminazione in Q2 nel Gran Premio di Singapore 2023. Pérez è ottavo, a soli 0"040 dalla qualificazione davanti al compagno di squadra per la prima volta dal Gran Premio di Miami 2023. Albon si è qualificato nono, avendo raggiunto la Q3 in tutte le sue quattro partecipazioni a Monza. Hülkenberg registra la sua settima apparizione in Q3 della stagione. Alonso manca l'accesso all'ultima fase per soli 0"010, mentre Ricciardo parte dodicesimo e per la prima volta fuori dai primi dieci dall'edizione del 2018. Per Magnussen la tredicesima posizione di qualificazione è la più alta dal 2019. Gasly è qualificato davanti al suo compagno di squadra per la seconda gara consecutiva, 10-6 nel loro duello testa a testa in stagione. Ocon non parte nei primi dieci a Monza dal 2018. Tsunoda è eliminato in Q1 per la seconda volta nelle ultime tre gare, mentre Stroll è fuori dalla Q1 per la terza volta in questa stagione, e per la terza volta consecutiva a Monza. Colapinto si è piazzato diciottesimo alla sua prima qualifica, migliorando l'ultimo tentativo di Sargeant con la diciannovesima posizione nel Gran Premio del Belgio. Entrambe le Sauber sono le vetture più lente per la seconda gara di fila.
Norris ottiene due pole position consecutive per la prima volta in carriera, la quarta nelle ultime sette gare. Il britannico è il quarantesimo pilota differente in prima piazza nel Gran Premio d'Italia e all'Autodromo nazionale di Monza, il primo di questa nazionalità da Hamilton nell'edizione del 2020, e il primo alla guida della McLaren dallo stesso Hamilton nell'edizione 2012. Norris è il quinto poleman diverso nelle ultime cinque edizioni della gara, ma nessuno dei quattro precedenti è riuscito a vincere la gara. Egli ottiene la quinta partenza al palo in carriera in altrettanti Gran Premi e su circuiti diversi. Il pilota secondo in classifica piloti ha sei precedenti partenze dalla prima posizione, di cui quattro pole position in Gran Premio e due nella Sprint, ma non è mai riuscito a mantenere il comando durante il primo giro in nessuna di esse. Per la scuderia di Woking è la sessantacinquesima doppietta in qualifica, la seconda della stagione dopo quella del Gran Premio d'Ungheria, la prima in questo appuntamento dall'edizione 2012 con Hamilton e Jenson Button, e la quarta complessiva nel Gran Premio d'Italia, dopo la nona posizione di Norris e la settima di Piastri nell'edizione precedente, arrivati al contatto tra loro. Il tempo della pole position di 1'19"327, alla media di 262,896 km/h, la settima più alta di sempre, è il quarto rilievo cronometrico più veloce sul circuito di Monza con l'attuale configurazione in uso dal 2000, nonché fra tutte le nove configurazioni utilizzate della pista fin dal debutto del tracciato nella stagione inaugurale del 1950. Le prime quattro file sono occupate da quattro costruttori differenti.
Sono stati cancellati sei tempi dai commissari sportivi ai piloti per non aver rispettato i limiti della pista, durante le qualifiche. Si sono visti cancellare il tempo per due volte Franco Colapinto (una volta alla curva 7 e una volta alla curva 2), una volta Oscar Piastri e Lewis Hamilton (alla curva 2), Kevin Magnussen (alla curva 11) e Nico Hülkenberg (alla curva 2). Hamilton e Magnussen non ricevono sanzioni da parte dei commissari sportivi, per non aver rispettato le istruzioni stabilite dalla direzione gara. Tutti e due i piloti hanno superato il tempo limite di un minuto e quaranta secondi valevole tra la seconda linea della safety car e la prima di essa. Albon nel corso del quarto giro in Q1, mentre Magnussen nel corso del dodicesimo in Q2.
Al termine delle qualifiche, Oscar Piastri e Max Verstappen vengono convocati dai commissari sportivi in quanto il pilota australiano è stato fatto uscire dai box al sopraggiungere di quello olandese, durante la Q1. La McLaren viene sanzionata di 10 000 euro da parte della Federazione.

### Risultati
Nella sessione di qualifica si è avuta questa situazione:
| Pos                         | Nº | Pilota           | Costruttore                  | Q1       | Q2       | Q3       | Griglia |
| --------------------------- | -- | ---------------- | ---------------------------- | -------- | -------- | -------- | ------- |
| 1                           | 4  | Lando Norris     | McLaren-Mercedes             | 1'19"911 | 1'19"727 | 1'19"327 | 1       |
| 2                           | 81 | Oscar Piastri    | McLaren-Mercedes             | 1'20"076 | 1'19"808 | 1'19"436 | 2       |
| 3                           | 63 | George Russell   | Mercedes                     | 1'20"169 | 1'19"877 | 1'19"440 | 3       |
| 4                           | 16 | Charles Leclerc  | Ferrari                      | 1'20"074 | 1'20"007 | 1'19"461 | 4       |
| 5                           | 55 | Carlos Sainz Jr. | Ferrari                      | 1'20"149 | 1'19"799 | 1'19"467 | 5       |
| 6                           | 44 | Lewis Hamilton   | Mercedes                     | 1'20"477 | 1'19"641 | 1'19"513 | 6       |
| 7                           | 1  | Max Verstappen   | Red Bull Racing-Honda RBPT   | 1'20"226 | 1'19"662 | 1'20"022 | 7       |
| 8                           | 11 | Sergio Pérez     | Red Bull Racing-Honda RBPT   | 1'20"598 | 1'20"216 | 1'20"062 | 8       |
| 9                           | 23 | Alexander Albon  | Williams-Mercedes            | 1'20"542 | 1'20"314 | 1'20"299 | 9       |
| 10                          | 27 | Nico Hülkenberg  | Haas-Ferrari                 | 1'20"781 | 1'20"411 | 1'20"339 | 10      |
| 11                          | 14 | Fernando Alonso  | Aston Martin Aramco-Mercedes | 1'20"617 | 1'20"421 | N.D.     | 11      |
| 12                          | 3  | Daniel Ricciardo | RB-Honda RBPT                | 1'20"901 | 1'20"479 | N.D.     | 12      |
| 13                          | 20 | Kevin Magnussen  | Haas-Ferrari                 | 1'20"856 | 1'20"698 | N.D.     | 13      |
| 14                          | 10 | Pierre Gasly     | Alpine-Renault               | 1'20"748 | 1'20"738 | N.D.     | 14      |
| 15                          | 31 | Esteban Ocon     | Alpine-Renault               | 1'20"764 | 1'20"766 | N.D.     | 15      |
| 16                          | 22 | Yuki Tsunoda     | RB-Honda RBPT                | 1'20"945 | N.D.     | N.D.     | 16      |
| 17                          | 18 | Lance Stroll     | Aston Martin Aramco-Mercedes | 1'21"013 | N.D.     | N.D.     | 17      |
| 18                          | 43 | Franco Colapinto | Williams-Mercedes            | 1'21"061 | N.D.     | N.D.     | 18      |
| 19                          | 77 | Valtteri Bottas  | Kick Sauber-Ferrari          | 1'21"101 | N.D.     | N.D.     | 19      |
| 20                          | 24 | Zhou Guanyu      | Kick Sauber-Ferrari          | 1'21"445 | N.D.     | N.D.     | 20      |
| Tempo limite 107%: 1'25"504 |    |                  |                              |          |          |          |         |

In grassetto sono indicate le migliori prestazioni in Q1, Q2 e Q3.

## Gara

### Resoconto
Tra i piloti solo Verstappen, Pérez, Ocon, Tsunoda, Stroll e Bottas optano, al via, per partire con gomme dure. Gli altri utilizzano gomme a mescola media. Allo spegnimento del semaforo Norris mantiene il comando, mentre George Russell arriva lungo alla prima variante, venendo passato dalle due Ferrari, da Hamilton e da Verstappen. Nel corso del primo giro Piastri attacca il suo compagno di scuderia, alla variante della Roggia, e passa a condurre. Ne approfitta Leclerc, che prende la seconda posizione.
All'ottavo giro Nico Hülkenberg cerca di superare Tsunoda, alla prima variante, colpisce la vettura del giapponese, danneggiando il musetto della sua monoposto. Va peggio al pilota della RB, costretto al ritiro. All'undicesimo giro Pérez passa Russell, per il settimo posto. Subito dopo il pilota della Mercedes va ai box, montando gomme hard, e cambiando il musetto, danneggiato al via. Norris si ferma al quindicesimo giro, portando la Ferrari a rispondere, e fermare Leclerc, il giro dopo. Il monegasco rientra alle spalle del britannico. Nello stesso giro si ferma anche Lewis Hamilton, mentre Piastri, attende il giro successivo. Sainz Jr. si ferma al ventesimo giro, rientrando in gara davanti a Ocon e Hamilton. Ora in vetta c'è il duo della Red Bull Racing; i due piloti non hanno ancora effettuato soste. Alle loro spalle ci sono le due McLaren, le due Ferrari e Hamilton, che ha superato Ocon. Tra il ventitreesimo e ventiquattresimo giro le due monoposto austriache si fermano ai box: Max Verstappen rimonta le hard, ma una piccola imprecisione nel cambio gomme lo rallenta. 
Dopo 26 giri Oscar Piastri comanda con 2" su Norris, 3"6 su Charles Leclerc, 14"8 su Sainz Jr., 16"2 su Hamilton e 24" su Verstappen. Già al trentatreesimo giro Lando Norris effettua la sua seconda sosta. Il britannico monta gomme hard. Poco dopo si ferma anche il suo connazionale Russell. Al trentaseiesimo giro tocca a Pérez. I due passano Albon, poi Russell supera anche il messicano. Piastri si ferma al trentanovesimo giro. Si trova al comando Leclerc, davanti a Sainz Jr., Piastri, Verstappen, Norris e Hamilton. Due giri dopo Norris supera Verstappen. Il campione del mondo, in seguito, si ferma, per la seconda volta. Al quarantacinquesimo passaggio Piastri ha la meglio su Carlos Sainz Jr., in crisi con le gomme. Tre giri dopo lo spagnolo cede la posizione anche a Norris. Negli ultimi giri Piastri si avvicina a Leclerc, che ha effettuato una sola sosta, ma il pilota della Ferrari, con un'ottima gestione delle gomme, taglia il traguardo con oltre due secondi e mezzo di vantaggio. Norris, nell'ultimo giro, coglie il giro veloce della gara.
Charles Leclerc vince il settimo Gran Premio in carriera. Per il pilota della Ferrari è la seconda vittoria in stagione dopo il successo nel Gran Premio di Monaco, nonché il secondo trionfo nel Gran Premio d'Italia dopo quello dell'edizione 2019. Per la scuderia di Maranello è il duecentoquarantaseiesimo trionfo della propria storia, la terza vittoria della stagione, la prima da quella ottenuta nel Principato proprio con Leclerc, nonché il ventesimo successo complessivo all'Autodromo nazionale di Monza, il primo dopo quello dell'edizione 2019, sempre col pilota monegasco. Per Piastri, secondo, è il settimo podio in carriera e il quinto del campionato. Per Norris, terzo, è il ventitreesimo podio, il decimo della stagione. Il pilota britannico della McLaren non riesce a mantenere il comando durante il primo giro per la settima volta dopo essere partito primo. La scuderia di Woking si è assicurata il primo podio in questo appuntamento per la prima volta dalla doppietta dell'edizione del 2021. Entrambi i piloti della McLaren figurano sul podio solamente per la seconda volta in stagione dopo la doppietta nel Gran Premio d'Ungheria. Norris e Piastri sono i piloti ad aver conquistato più punti negli ultimi cinque Gran Premi, con 85 a testa.
Sainz Jr., quarto, termina nelle prime sei posizioni per la settima gara consecutiva, con un solo podio ottenuto fra questi appuntamenti. Hamilton, quinto, non termina a podio in questa gara dall'edizione del 2019. L'Autodromo nazionale di Monza è l'unico circuito sul quale il pilota britannico della Mercedes non ha vinto nelle ultime cinque gare. Verstappen, sesto, segna sei Gran Premi consecutivi senza vittorie. Il campione del mondo è salito sul podio solo una volta nelle ultime quattro gare. Nell'edizione precedente il pilota della Red Bull Racing ottenne la decima vittoria consecutiva, record nella categoria, mentre in questa gara conclude a 37"932 dal vincitore. Russell termina settimo come nel precedente Gran Premio d'Olanda, mentre Pérez conclude ottavo dopo aver brevemente condotto il Gran Premio prima della prima sosta ai box. Per il messicano è l'undicesimo piazzamento a punti consecutivo su questo tracciato, la serie attiva più lunga per qualsiasi pilota. Albon, nono, ottiene punti per la terza volta in stagione, e in questo appuntamento per la seconda edizione consecutiva. Con la decima posizione, Magnussen termina a punti per la terza volta in campionato. Per il danese della Haas è il primo punto ottenuto nel Gran Premio d'Italia dall'edizione del 2014 con la McLaren, alla prima stagione nella categoria. Colapinto chiude dodicesimo al suo primo Gran Premio in carriera. Tsunoda, l'unico pilota ritirato, ha visto la bandiera a scacchi solamente in un'occasione in quattro partecipazioni in questo appuntamento.
Leclerc diventa il quarto pilota a vincere più gare in questa stagione, al trentottesimo podio in carriera, il terzo consecutivo, eguagliando il numero di successi in stagione di Hamilton e di Norris, dietro solo a Verstappen. Il monegasco termina una striscia di due vittorie consecutive del pilota olandese a Monza. Il Gran Premio d'Italia e il circuito di Monza diventano gli appuntamenti nel quale Leclerc ha trionfato il maggior numero di volte in carriera. Il monegasco è il nono pilota della storia a vincere sia il Gran Premio di Monaco che quello d'Italia nella stessa stagione, il terzo alla guida della Ferrari. La vittoria di Leclerc coincide nel quinto anniversario della prima ottenuta nel Gran Premio del Belgio 2019. La Ferrari, all'ottocentoventesimo podio, estende il proprio record quale scuderia più vittoriosa nel Gran Premio d'Italia, con venti affermazioni, e diventa il primo team della storia a vincere per lo stesso numero di volte sulla stessa pista. La scuderia italiana eguaglia il numero dei trionfi in stagione della McLaren e della Mercedes, dietro solo alla Red Bull Racing, ed è il terzo costruttore diverso a vincere nelle ultime tre gare, in nessuna delle quali a trionfare è stata la scuderia di Milton Keynes.
Il premio del pilota del giorno viene assegnato per la cinquantacinquesima volta al vincitore del Gran Premio, e per la quinta gara di fila del campionato, nonché per la terza volta in stagione a Leclerc. È stato il quarto più veloce Gran Premio d'Italia sul tempo della distanza di gara con la configurazione della pista utilizzata fin dal 2000, corso alla media di 246,431 km/h, nonché il quinto complessivo fra tutte le nove configurazioni utilizzate della pista fin dal debutto del tracciato nella stagione inaugurale del 1950. Il giro più veloce di Norris in 1'21"432 alla media di 256,100 km/h rappresenta il secondo rilievo cronometrico più rapido di sempre, in condizioni di gara, dietro al primato di Rubens Barrichello che nell'edizione del 2004 registrò 1'21"046 alla media di 257,321 km/h, la più alta della storia della categoria in gara. La corsa, condotta da cinque piloti diversi, viene vinta per l'ottava volta da un pilota partito in quarta posizione. Per la quinta edizione consecutiva il poleman non è il pilota vincente della gara. Il podio composto da Leclerc, Piastri e Norris è inedito nella storia del mondiale, il settecentotrentacinquesimo differente. Il vantaggio di Verstappen in classifica piloti si riduce solo per la quinta volta in tutta la stagione, ora con un margine di 62 punti su Norris con otto Gran Premi rimanenti. Il Gran Premio non ha visto l'esposizione delle bandiere gialle, né dell'utilizzo della safety car o del regime di virtual safety car per il secondo weekend di gara consecutivo. La Red Bull Racing ha un vantaggio di soli otto punti sulla McLaren nella classifica costruttori. Per la prima volta dalla stagione 1977, quattro costruttori vincono tre gare nell'arco di una stagione.
Sono stati cancellati tredici tempi dai commissari sportivi ai piloti per non aver rispettato i limiti della pista, durante la gara. Si sono visti cancellare il tempo due volte Yuki Tsunoda (entrambe le volte alla curva 2), Pierre Gasly (una volta alla curva 5 e una volta alla curva 4) e Alexander Albon (entrambe le volte alla curva 2), una volta Daniel Ricciardo e Carlos Sainz Jr. (alla curva 2), Fernando Alonso (alla curva 4), Kevin Magnussen (alla curva 5), Lando Norris (alla curva 4), George Russell e Lance Stroll (alla curva 2).

### Risultati
I risultati del Gran Premio sono i seguenti:
| Pos | Nº | Pilota           | Costruttore                  | Giri | Tempo/Ritiro     | Griglia | Punti |
| --- | -- | ---------------- | ---------------------------- | ---- | ---------------- | ------- | ----- |
| 1   | 16 | Charles Leclerc  | Ferrari                      | 53   | 1h14'40"727      | 4       | 25    |
| 2   | 81 | Oscar Piastri    | McLaren-Mercedes             | 53   | +2"664           | 2       | 18    |
| 3   | 4  | Lando Norris     | McLaren-Mercedes             | 53   | +6"153           | 1       | 16    |
| 4   | 55 | Carlos Sainz Jr. | Ferrari                      | 53   | +15"621          | 5       | 12    |
| 5   | 44 | Lewis Hamilton   | Mercedes                     | 53   | +22"820          | 6       | 10    |
| 6   | 1  | Max Verstappen   | Red Bull Racing-Honda RBPT   | 53   | +37"932          | 7       | 8     |
| 7   | 63 | George Russell   | Mercedes                     | 53   | +39"715          | 3       | 6     |
| 8   | 11 | Sergio Pérez     | Red Bull Racing-Honda RBPT   | 53   | +54"148          | 8       | 4     |
| 9   | 23 | Alexander Albon  | Williams-Mercedes            | 53   | +1'07"456        | 9       | 2     |
| 10  | 20 | Kevin Magnussen  | Haas-Ferrari                 | 53   | +1'08"302        | 13      | 1     |
| 11  | 14 | Fernando Alonso  | Aston Martin Aramco-Mercedes | 53   | +1'08"495        | 11      |       |
| 12  | 43 | Franco Colapinto | Williams-Mercedes            | 53   | +1'21"308        | 18      |       |
| 13  | 3  | Daniel Ricciardo | RB-Honda RBPT                | 53   | +1'33"452        | 12      |       |
| 14  | 31 | Esteban Ocon     | Alpine-Renault               | 52   | +1 giro          | 15      |       |
| 15  | 10 | Pierre Gasly     | Alpine-Renault               | 52   | +1 giro          | 14      |       |
| 16  | 77 | Valtteri Bottas  | Kick Sauber-Ferrari          | 52   | +1 giro          | 19      |       |
| 17  | 27 | Nico Hülkenberg  | Haas-Ferrari                 | 52   | +1 giro          | 10      |       |
| 18  | 24 | Zhou Guanyu      | Kick Sauber-Ferrari          | 52   | +1 giro          | 20      |       |
| 19  | 18 | Lance Stroll     | Aston Martin Aramco-Mercedes | 52   | +1 giro          | 17      |       |
| Rit | 22 | Yuki Tsunoda     | RB-Honda RBPT                | 7    | Surriscaldamento | 16      |       |

Lando Norris riceve un punto addizionale per aver segnato il giro più veloce della gara.

## Classifiche mondiali

### Piloti
| Pos | Pilota           | Punti |
| --- | ---------------- | ----- |
| 1   | Max Verstappen   | 303   |
| 2   | Lando Norris     | 241   |
| 3   | Charles Leclerc  | 217   |
| 4   | Oscar Piastri    | 197   |
| 5   | Carlos Sainz Jr. | 184   |
| 6   | Lewis Hamilton   | 164   |
| 7   | Sergio Pérez     | 143   |
| 8   | George Russell   | 128   |
| 9   | Fernando Alonso  | 50    |
| 10  | Lance Stroll     | 24    |
| 11  | Nico Hülkenberg  | 22    |
| 12  | Yuki Tsunoda     | 22    |
| 13  | Daniel Ricciardo | 12    |
| 14  | Pierre Gasly     | 8     |
| 15  | Oliver Bearman   | 6     |
| 16  | Kevin Magnussen  | 6     |
| 17  | Alexander Albon  | 6     |
| 18  | Esteban Ocon     | 5     |

### Costruttori
| Pos | Costruttore                  | Punti |
| --- | ---------------------------- | ----- |
| 1   | Red Bull Racing-Honda RBPT   | 446   |
| 2   | McLaren-Mercedes             | 438   |
| 3   | Ferrari                      | 407   |
| 4   | Mercedes                     | 292   |
| 5   | Aston Martin Aramco-Mercedes | 74    |
| 6   | RB-Honda RBPT                | 34    |
| 7   | Haas-Ferrari                 | 28    |
| 8   | Alpine-Renault               | 13    |
| 9   | Williams-Mercedes            | 6     |

## Decisioni della FIA
Il pilota australiano della RB, Daniel Ricciardo, viene penalizzato di cinque secondi sul tempo di gara e di un punto sulla superlicenza per aver forzato in fase di duello il pilota tedesco della Haas, Nico Hülkenberg, nell'approccio alla curva 8. Ricciardo viene penalizzato di ulteriori dieci secondi per non aver servito correttamente la penalità durante una sosta ai box. L'australiano, dodicesimo all'arrivo, scala di una posizione. Hülkenberg viene penalizzato di dieci secondi e di due punti sulla superlicenza per aver causato una collisione con il compagno di scuderia di Ricciardo, il giapponese Yuki Tsunoda, all'entrata della curva 1. La penalità del tedesco è stata scontata in gara durante una sosta ai box.
Il compagno di squadra di Hülkenberg, il danese Kevin Magnussen, viene penalizzato di dieci secondi sul tempo di gara e di due punti sulla superlicenza per aver causato una collisione con il pilota francese dell'Alpine, Pierre Gasly, all'entrata della curva 4. Magnussen, nono all'arrivo, scala di una posizione. Con un totale di dodici punti accumulati sulla superlicenza nel periodo di dodici mesi, i punti massimi consentiti secondo il regolamento sportivo, Magnussen è escluso dalla partecipazione al successivo Gran Premio d'Azerbaigian.